# フェルナンド・ティッソーネ
フェルナンド・ダミアン・ティッソーネ・ロドリゲス（Fernando Damián Tissone Rodrigues, 1986年7月24日 - ）は、アルゼンチン・キルメス出身のサッカー選手。CDアヴェス所属。ポジションはミッドフィールダー。

## 経歴
アルゼンチンのCAインデペンディエンテのユース出身。CAラヌースを経て、イタリアのウディネーゼ・カルチョが才能に注目し移籍。2006年からアタランタBCへ移籍し、ルイジ・デルネーリ監督の下でプレーメーカーとしての展開力、優れた守備力を持つ選手として成長を遂げた。
2009年夏、恩師デルネーリの指揮するUCサンプドリアへ移籍。2011年夏、スペインのRCDマヨルカにレンタル移籍。
2013年7月、マラガCFへ完全移籍した。
2015-16シーズン終了後にクラブを退団し1年間フリーの状態が続いたが、2017年8月18日にウクライナ・プレミアリーグのFCカルパティ・リヴィウへ加入。翌年1月15日、リーガNOSのCDアヴェスに移籍した。

## 人物
- イタリアのパスポートを所持しており、EU圏内選手と同じ扱いである。
- 母方の祖母がカーボベルデの出身。